# Hydrozinkit
Hydrozinkit (Kenngott, 1853), chemický vzorec Zn5(CO3)2(OH)6, je jednoklonný minerál. Poprvé byl tento uhličitan popsán v Bad Bleibergu v rakouských Korutanech.

## Původ
Jedná se o sekundární minerál vznikající zvětráváním rud zinku (sfaleritu, smithsonitu a hemimorfitu) na rudných ložiscích. Doprovází zde právě sfalerit, smithsonit, hemimorfit nebo též willemit, cerusit, aurichalcit, kalcit, wulfenit, zinkit či franklinit. 

## Morfologie

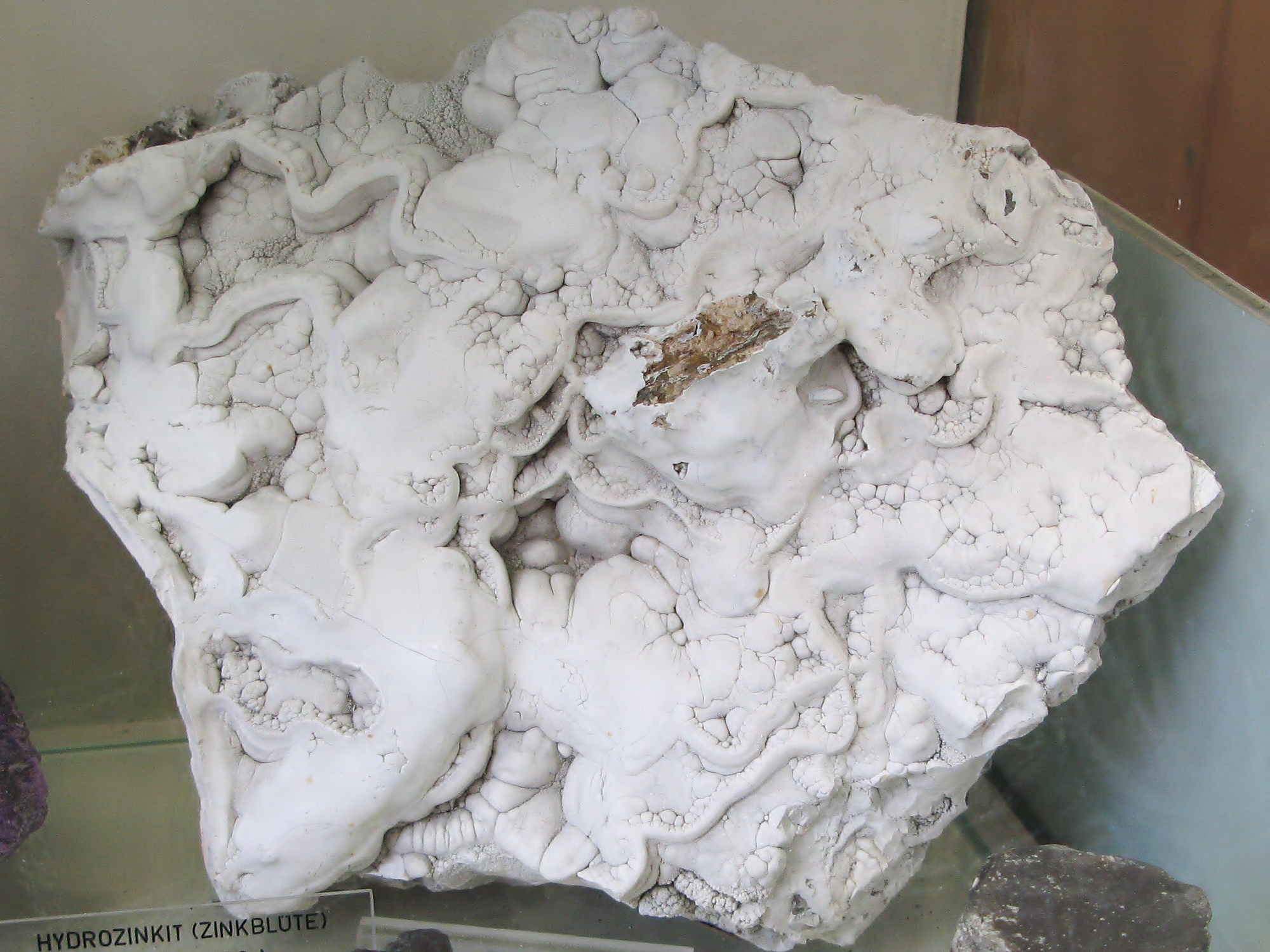
Ledvinitý agregát hydrozinkitu, Španělsko

V přírodě se vyskytuje v podobě velmi drobných až mikroskopických krystalů, jež nejčastěji tvoří masivní, ledvinité nebo miskovité, na pohled celistvé a zemité agregáty, méně často pak agregáty viditelně krystalické. Dále tvoří krusty, povlaky, krápníky či náteky na stěnách důlních děl.

## Vlastnosti

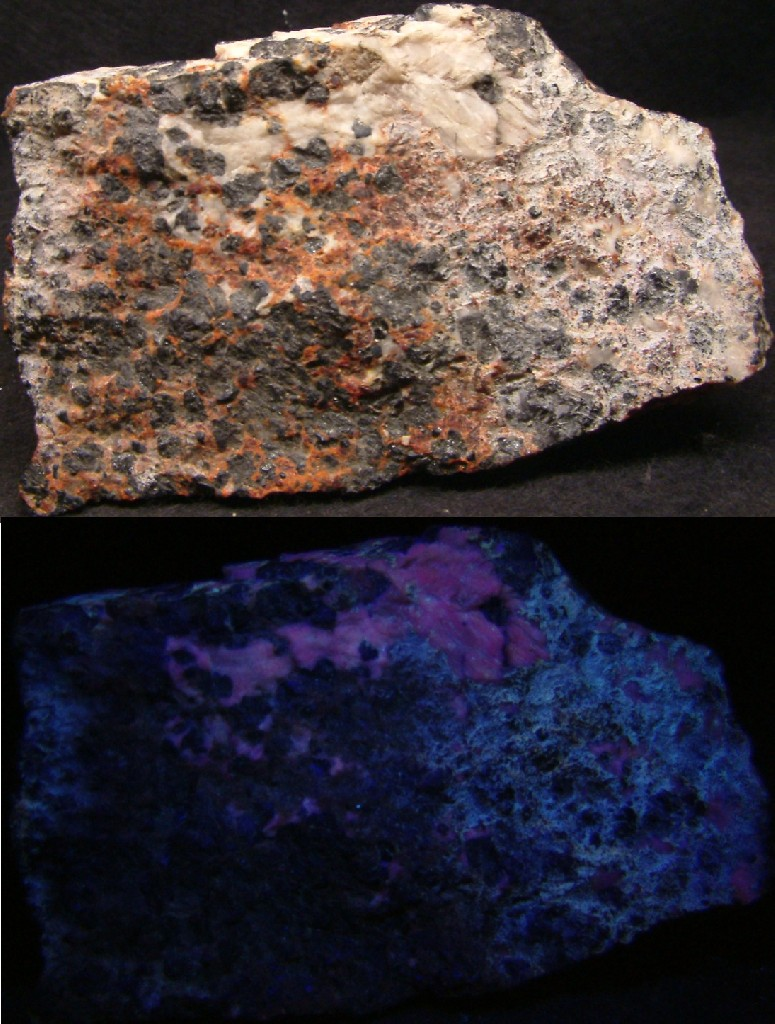
Porovnání hydrozinkitu v umělém a UV světle

Nejčastější barva hydrozinkitu je bílá až šedá, lze však nalézt i kusy zbarvené do žluta či růžova. Pod UV světlem světélkuje světle modře. Je průsvitný, lesk má hedvábný, matný až zemitý, v krystalické formě perleťový. Je velmi měkký, křehký a dobře štěpný, má nepravidelný lom a bílý vryp. Lehce se rozkládá v kyselinách.

## Využití
Hydrozinkit lze využít jako vedlejší rudu zinku, těží se například ve Španělsku v okolí Santanderu.

## Podobné minerály
Minerály podobné hydrozinkitu jsou:
- smithsonit (ZnCO3)
- brianyoungit (Zn3(CO3,SO4)(OH)4)
- sclarit (Zn7(CO3)2(OH)10)

Složením je pak velmi podobný parádsasváritu (Zn2(CO3)(OH)2).

## Naleziště

### Svět
- Bad Bleiberg, Rakousko
- Monte Malfidano a důl Gutturu Pala, Sardinie
- Santander (Picos de Europa) a Udias, Španělsko
- Joplin (Missouri), Goodsprings (Nevada), USA
- důl Ojuela, Mexiko
- doly v okolí Esfahanu a Anjirahu, Írán
- doly Paddy’s River a Billy Springs, Broken Hill, Austrálie
- Šopovovův jeskynní systém, Bulharsko

### Česko
- Příbram
- Kutná Hora
- Nová Ves u Rýmařova
- Zlaté Hory[4][5]